# Ryan Ludwick
Ryan Andrew Ludwick, né le 13 juillet 1978 à Satellite Beach (Floride) aux États-Unis, est un joueur américain de baseball évoluant en Ligue majeure de baseball comme joueur de champ extérieur. Il est présentement agent libre.
Il compte une invitation au match des étoiles et est lauréat d'un Bâton d'argent, en 2008 alors qu'il joue pour les Cardinals de Saint-Louis.

## Biographie
Étudiant à l'université du Nevada à Las Vegas, Ryan Ludwick joue pour les Rebels d'UNLV. Il est nommé en Baseball America all-Freshman team en 1997 et All-WAC en 1999. 
Il affiche une moyenne au bâton de ,363 en trois saisons universitaires.

### Rangers du Texas
Ryan Ludwick est repêché le 2 juin 1999 par les Athletics d'Oakland au 2e tour. Encore joueur de ligues mineures, il est transféré chez les Rangers du Texas à l'occasion d'un échange impliquant plusieurs joueurs. Il fait ses débuts en Ligue majeure le 5 juin 2002 sous les couleurs des Rangers.

### Indians de Cleveland
Le 18 juillet 2003, Ludwick est échangé aux Indians de Cleveland contre Ricardo Rodriguez et Shane Spencer. Il ne parvient pas à s'imposer comme un joueur titulaire et devient agent libre à l'issue de la saison 2005.
Il signe le 14 décembre 2005 un contrat d'un an avec les Tigers de Détroit, mais se contente d'évoluer en ligues mineures : 134 matches avec les Mud Hens de Toledo en Triple-A.

### Cardinals de Saint-Louis
Ludwick rejoint les Cardinals de Saint-Louis le 18 décembre 2006. Commençant la saison en Triple-A avec les Redbirds de Memphis, il est appelé en Ligues majeures à la suite de la blessure de Preston Wilson. Il s'impose comme titulaire dans le champ extérieur, puis dans le champ droit, glanant même une sélection au match des étoiles en juillet 2008. Un Prix Silver Slugger et une 16e place au vote pour le meilleur joueur de la saison en Ligue nationale complètent son palmarès en 2008. En 2008, il se classe 4e de la Ligue nationale pour les coups de circuit (37), 6e pour les points produits (113), 3e pour les coups sûrs de plus d'un but (80) et 10e pour les points comptés (104). Sa moyenne de puissance de ,591 est la 2e meilleure de la Nationale et la 3e meilleure du baseball majeur après celles d'Albert Pujols et Manny Ramirez.

### Padres de San Diego
Le 31 juillet 2010, Ludwick passe des Cards aux Padres de San Diego dans un échange à trois clubs impliquant aussi les Indians de Cleveland. Dans la transaction, Saint-Louis obtient l'ancien lanceur droitier des Indians Jake Westbrook et un lanceur gaucher évoluant en ligues mineures dans l'organisation des Padres, Nick Greenwood.

### Pirates de Pittsburgh
Le 31 juillet 2011, Ludwick passe aux Pirates de Pittsburgh en retour d'un joueur à être nommé plus tard. Il joue 38 parties pour Pittsburgh. En 139 matchs au total en 2011 pour deux équipes, il présente une moyenne au bâton de ,237 avec 13 circuits et 75 points produits.

### Reds de Cincinnati
Le 8 février 2012, Ludwick signe un contrat d'un an avec les Reds de Cincinnati.
Il aide les Reds à remporter le championnat de la division Centrale de la Ligue nationale avec une saison de 26 circuits et 80 points produits en 125 matchs. Il frappe 116 coups sûrs, le même nombre qu'en 2011, et élève sa moyenne au bâton à ,275. Il frappe 4 coups sûrs en 12 pour une moyenne de ,333 dans la Série de division que les Reds perdent aux mains des Giants.
Le 10 décembre 2012, Ludwick signe un nouveau contrat de deux saisons pour 15 millions de dollars avec Cincinnati. Dès avril 2013, il se blesse à l'épaule droit, subit une opération et ne dispute que 38 matchs dans la saison qui suit. Il joue 112 matchs des Reds en 2014, claque 9 circuits et affiche une moyenne au bâton de ,244.

### Rangers du Texas
Le 4 février 2015, Ludwick retourne au club où il avait fait ses débuts 13 ans plus tôt : les Rangers du Texas, qui lui font signer un contrat des ligues mineures. Les Rangers le libèrent cependant de son contrat le 31 mars suivant, à quelques jours du début de la nouvelle saison.
Du début de sa carrière au début 2015, Ludwick a subi 6 interventions chirurgicales.

## Statistiques
En saison régulière
| Statistiques de frappeur |           |     |      |     |     |    |    |    |     |    |       |
| Saison                   | Équipe    | G   | AB   | R   | H   | 2B | 3B | HR | RBI | SB | BA    |
| 2002                     | Texas     | 23  | 81   | 10  | 19  | 6  | 0  | 1  | 9   | 2  | 0,235 |
| 2003                     | Texas     | 8   | 26   | 3   | 4   | 1  | 0  | 0  | 0   | 0  | 0,154 |
| 2003                     | Cleveland | 39  | 136  | 14  | 36  | 7  | 1  | 7  | 26  | 2  | 0,265 |
| 2004                     | Cleveland | 15  | 50   | 3   | 11  | 2  | 0  | 2  | 4   | 0  | 0,220 |
| 2005                     | Cleveland | 19  | 41   | 8   | 9   | 0  | 0  | 4  | 5   | 0  | 0,220 |
| 2007                     | St. Louis | 120 | 303  | 42  | 81  | 22 | 0  | 14 | 52  | 4  | 0,267 |
| 2008                     | St. Louis | 152 | 538  | 104 | 161 | 40 | 3  | 37 | 113 | 4  | 0,299 |
| 2009                     | St. Louis | 139 | 486  | 63  | 129 | 20 | 1  | 22 | 97  | 4  | 0,265 |
| Totaux                   |           | 515 | 1661 | 247 | 450 | 98 | 5  | 87 | 306 | 16 | 0,271 |

En séries éliminatoires
| Statistiques de frappeur |           |   |    |   |   |    |    |    |     |    |       |
| Saison                   | Équipe    | G | AB | R | H | 2B | 3B | HR | RBI | SB | BA    |
| 2009                     | St. Louis | 3 | 12 | 1 | 4 | 0  | 0  | 0  | 1   | 0  | 0,333 |
| Totaux                   | Totaux    | 3 | 12 | 1 | 4 | 0  | 0  | 0  | 1   | 0  | 0,333 |

Note: G = Matches joués; AB = Passages au bâton; R = Points; H = Coups sûrs; 2B = Doubles; 
3B = Triples; HR = Coup de circuit; RBI = Points produits; SB = buts volés; BA = Moyenne au bâton 